# Paula Scher

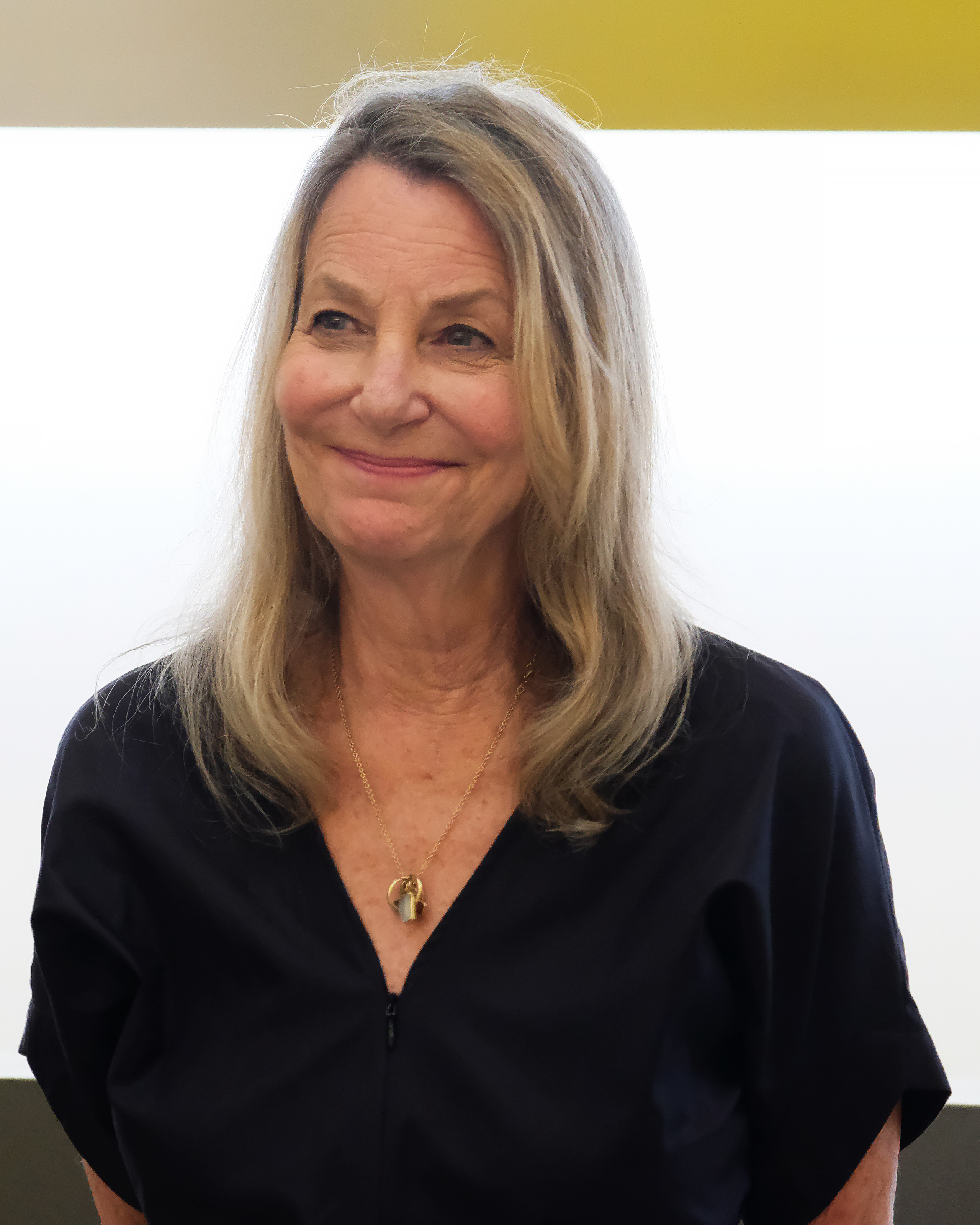
Paula Scher (2023)

Paula Scher (* 6. Oktober 1948 in Washington, D.C.) ist eine US-amerikanische Grafikdesignerin, Malerin und Kunsterzieherin. Sie ist seit 1991 Direktorin des New Yorker Büros der Designberatung Pentagram.

## Leben und Werk
Scher studierte an der Tyler School of Art in Elkins Park, Pennsylvania, und erhielt 1970 den Bachelor of Arts. Sie zog nach New York und nahm ihre erste Anstellung als Layouterin für die Random Houses Kinderbuchabteilung an. Ab 1972 arbeitete sie für acht Jahre bei CBS Rekords und entwarf legendäre Albumcover-Designs. Mit dem Designer und Kollegen Tyler Koppel war sie 1984 Mitbegründerin von Koppel & Scher. 1991 wurde sie in New York die erste Direktorin bei Pentagram. 
Darüber hinaus unterrichtete sie über zwei Jahrzehnte an der School of Visual Arts und zeitweise an der Yale University, der Tyler School of Arts und der Cooper Union. Ihre Arbeiten werden im New Yorker MoMA, im Museum für Gestaltung und in der Library of Congress in Washington, DC, gezeigt. Sie designte unter anderem für das  Public Theatre, das  MoMA, das  New York City Ballet und die Metropolitan Opera. Für Microsoft entwarf sie ein neues Logo für Windows 8 und Office 2010.
Neben ihrer Arbeit als Designerin malt und zeichnet Scher seit den frühen 1990er Jahren Karten. Mit diesen Werken, die als Kunstwerke kartografisch nicht korrekt sind und zusätzlich oft wie Infografiken Themen aus dem Tagesgeschehen aufgreifen, drückt sie ihre subjektive Sicht auf die Welt aus. Schers Begeisterung für Karten führt sie auf ihre Kindheit zurück: Ihr Vater, als Bauingenieur im Geologischen Dienst auf Photogrammetrie spezialisiert, zeigte ihr Luftbildkarten, mit deren Bildsprache sie zu experimentieren begann.

## Einzelausstellungen (Auswahl)
- 1999 Type Is Image. DDD Gallery, Osaka, Japan
- 2002 Paula Scher. Temple Gallery, Tyler School of Art, Philadelphia
- 2002 The Master Series: Paula Scher. Visual Arts Museum at the School of Visual Arts, New York
- 2005 Collection d’Affiches les Silos, la Maison du Livre et de l’Affiche. Chaumont, France
- 2005 The Maps: Recent Paintings. Maya Stendhal Gallery, New York, NY
- 2006 Paula Scher: The Maps. Maya Stendhal Gallery, New York, NY
- 2007/08 Paula Scher: Recent Paintings. Maya Stendhal Gallery, New York, NY
- 2023: Paula Scher: Type is Image. Pinakothek der Moderne, München

## Auszeichnungen (Auswahl)
- 1998 Art Directors Club Hall of Fame
- 2000 Chrysler Award for Innovation in Design
- 2001 Ehrendoktorin Corcoran College of Art and Design
- 2001 American Institute of Graphic Arts (AIGA) Medal[3]
- 2012 Philadelphia Museum of Art’s Design Collab Award
- 2013  National Design Award for Communication Design
- Ehrendoktorin Maryland Institute College of Art
- Ehrendoktorin Moore College of Art and Design[4]

## Veröffentlichungen (Auswahl)
- The Brownstone. Princeton Architectural Press, 2016, ISBN 978-1616894283
- Make it Bigger. Princeton Architectural Press, 2002, ISBN 1-56898-332-8
- Maps. Princeton Architectural Press, 2011, ISBN 978-1-61689-033-9
- Op-Art: Diagram of A Blog. New York Times,  5. April 2007
- Better Signs of Trouble. New York Times, 13. September 2009